# Кыр-Каентюба
Кыр-Каентюба́ (тат. Кыр Каентүбә) — село в Актанышском районе Республики Татарстан, в составе Старокурмашевского сельского поселения.

## Этимология
Топоним произошёл от оронимического термина татарского происхождения «кыр» (поле, степь), фитонима «каен» (берёза) и слова «түбә» (крыша).

## География
Село находится на реке Шабиз, в 28 км к юго-западу от районного центра — села Актаныш. 

## История
В «Списке населенных мест по сведениям 1870 года», изданном в 1877 году, населённый пункт упомянут как деревня Кыр-Каин-Туба 1-го стана Мензелинского уезда Уфимской губернии. Располагалась при речке Шабызе, по левую сторону почтового тракта из Мензелинска в Бирск, в 48 верстах от уездного города Мензелинска и в 19 верстах от становой квартиры в деревне Поисева. В деревне, в 61 дворе жили 362 человека (189 мужчин и 173 женщины, тептяри), были мечеть, училище. Жители занимались земледелием, скотоводством, валяльным производством.

## Население
| 1795 | 1859 | 1870 | 1884 | 1897 | 1906 | 1913 | 1920 | 1926 | 1938 | 1949 | 1958 | 1970 | 1979 | 1989 | 2002 | 2010 | 2015 |
| ---- | ---- | ---- | ---- | ---- | ---- | ---- | ---- | ---- | ---- | ---- | ---- | ---- | ---- | ---- | ---- | ---- | ---- |
| 86   | 342  | 362  | 394  | 658  | 550  | 541  | 506  | 273  | 354  | 210  | 199  | 263  | 214  | 121  | 115  | 118  | 110  |

Национальный состав села — татары.